# 国際再生可能エネルギー機関

緑：国際再生可能エネルギー機関憲章を批准した国。青：署名はしたがまだ批准していない国。（いずれも2023年3月2日時点）

国際再生可能エネルギー機関（こくさいさいせいかのうエネルギーきかん、英: International Renewable Energy Agency、略称：IRENA）は、再生可能エネルギーを世界規模で普及促進するための国際機関。再生可能エネルギー技術の移転を促進し、実用化や政策の知見を提供することを目的として2009年1月26日に設立された。

## 歴史
2008年4月10日から11日にかけて、準備会合がドイツのベルリンで開催され、54か国が参加した。会合では、組織の目的・活動・資金・組織構成等について話し合われた。参加者は、国際機関の援助によってより安全で、持続可能な再生可能エネルギー経済へ移行することの必要性を表明した。2010年までに、機関が完全に機能を開始するために2500万ユーロの初年度予算の確保を目指している。
- 2009年
  - 1月26日、ドイツのボンで設立会合が開催。
  - 6月29日、エジプトシャルム・エル・シェイクでの会合において日本は、IRENA憲章に参加署名。その時点で、129か国が署名済みとなる[3]。
  - 7月2日、本部をアラブ首長国連邦のアブダビに決定。
- 2010年
  - 7月1日、日本は、IRENA憲章の批准書をドイツ政府に寄託[4]。
  - 7月8日、IRENA憲章が発効[4]。
  - 7月31日、日本について、IRENA憲章が発効[4]。

## 加盟国
設立会合で署名したのは全部で75か国である。2011年6月1日現在署名国は、149か国、うち批准を完了して加盟国となっているのは72か国であった。
2021年現在、加盟国は163と増え、発足時に加盟を見合わせていた中華人民共和国、ロシア、カナダ、ブラジルもすでに加盟している。